# Сијудад Гвајана
Сијудад Гвајана (шп. Ciudad Guayana) је град и речна лука у Венецуели у савезној држави Боливар. Године 2001. град је имао 940.477 становника. 
Сијудад Боливар се простире 40 километара уз јужну обалу реке Ориноко, где се у њу улива река Карони. На реци Карони у граду постоје 3 моста и један преко реке Ориноко. Бродови из града могу да плове до Атлантског океана. У Сијудад Боливару важна је индустрија прераде гвожђа. 
Град је основан 1961. Састоји се из старог града Сан Феликс на истоку и новог града Пуерто Ордаз на западу. 